# Corredor del T-MEC
El Corredor trinacional del T-MEC (Tratado entre México, Estados Unidos y Canadá), planea conectar a los países norteamericanos. Lo anterior mediante diversas rutas aéreas, carreteras, ferroviarias y marítimas.
Cada vía atravesará centros logísticos en diferentes ciudades. La ruta principal será Mazatlán-Durango-Monterrey-Nuevo Laredo y Laredo-Dallas-Tulsa-Chicago-Winnipeg. De esta manera se facilita el transporte de pasajeros y mercancías como parte del tratado de libre comercio.

## Historia

### Antecedentes
El Tratado de Libre Comercio de América del Norte fue un acuerdo ampliado del antiguo Tratado de Libre Comercio de Canadá y Estados Unidos (TLC), el tratado que incluye a México entró en vigor el 1 de enero de 1994 para la formalización de la relación comercial. Entre 2017 y 2018, el bloque entró en negociaciones para ser reemplazado por un nuevo acuerdo comercial firmado por las tres partes el 30 de noviembre de 2018, en la cumbre del G20 en Buenos Aires, Argentina. Después de la firma, cada país aplicó sus procedimientos legislativos antes de su ratificación.

### Proyecto del Corredor
El proyecto desarrollado por Caxxor Group y National Standard Finance plantea la construcción de un nuevo puerto en Mazatlán y la construcción y rehabilitación de más de 347 kilómetros de ferrocarriles, así como la conexión entre diferentes aeropuertos. En enero de 2022, la Secretaría de Comunicaciones y Transportes de México, aprobó una ampliación ferroviaria de 180 Kilómetros en el corredor Durango-Mazatlán. Con un costo estimado de 1.200 millones de dólares para reactivar y ampliar el corredor abandonado, bajo una alianza público-privada.
Otras vías contempladas van de Puerto Peñasco, Guaymas y Nogales en Sonora; hacia Benson, Tucson y Phoenix en Arizona; además de rutas hacia el estado de Nuevo México. De otros puertos mexicanos se trasladan mercancías a ciudades fronterizas como Tijuana y Ciudad Juárez, de ahí hacia Estados Unidos y Canadá.
El desarrollo del corredor tendrá una duración de 15 años, y dio inicio entre 2021 y 2022.

## Rutas aéreas
Se tiene contemplado integrar varios aeropuertos para el intercambio de mercancías mediante la creación de rutas, así como la construcción de nuevos hubs aeroportuarios.

## Rutas carreteras
Se espera la mayor inversión en infraestructura carretera para los siguientes años, también se necesita aumentar la seguridad en estas vialidades.

## Rutas ferroviarias
Cada país tiene sus infraestructuras ferroviarias que se incorporarán al Corredor del T-MEC.

### Ferrovías de México
- Nogales-Hermosillo.
- Nuevo Laredo-Monterrey.
- Nuevo Laredo-Ciudad de México.
- Piedras Negras-Monterrey.
- Piedras Negras-Altamira.
- Piedras Negras-Ciudad de México.
- Ciudad Juárez-Monterrey.
- Ciudad Juárez-Ciudad de México.
- Ciudad Juárez-Aguascalientes.

Tren México-Nuevo Laredo
El Tren México-Nuevo Laredo es un proyecto de tren de pasajeros y de carga que conectará la Ciudad de México con la ciudad de Nuevo Laredo, en Tamaulipas, pasando por ciudades como Monterrey en Nuevo León, además de los estados de Coahuila, San Luis Potosí, Hidalgo y Estado de México.
Este tren seguirá una ruta similar a los antiguos trenes de El Águila Azteca y el El Regiomontano.
Tren México-Querétaro-Guadalajara-Nogales
El Tren Interurbano México-Querétaro-Guadalajara es un proyecto de tren de pasajeros que conectará la Ciudad de México con la ciudad de Guadalajara, en Jalisco, pasando por los estados de Michoacán, Guanajuato, Querétaro, Hidalgo y el Estado de México.
Seguirá una ruta similar al antiguo tren de El Tapatío. Se prevé su ampliación hasta la frontera norte en Nogales, los trabajos de construcción del tren comenzarán el 1 de octubre de 2024 y se espera finalizar el 17 de mayo de 2029.

### Ferrovías de Estados Unidos
Se están mejorando las conexiones ferroviarias internas para conectar en las fronteras con países vecinos.

### Ferrovías en Canadá
El Transcanadiense
Esta ruta conecta Halifax y Vancouver, siendo el punto medio la ciudad de Winnipeg.
Corredor VIA Rail
Esta ruta de pasajeros va de Montreal a Windsor en la frontera sur con el estado de Míchigan de Estados Unidos, aunque se adaptará para carga o se harán vías alternas con ese propósito.[cita requerida] Conecta en Montreal con El Transcanadiense.

## Rutas marítimas

### Puertos mexicanos
El puerto de Mazatlán es uno de los principales puntos logísticos en México. Se ubica a 21 kilómetros al sur del trópico de Cáncer. Guaymas es uno de los puertos denominados "de Altura" en la costa del Pacífico mexicano. Por otro lado Manzanillo ha incrementado su actividad portuaria gracias a que se hicieron importantes inversiones en su infraestructura y logística, lo que le ha permitido mantenerse como el puerto número uno de México durante años.

### Puertos estadounidenses
El puerto modernizado de Corpus Christi en Texas, también formará parte de los puntos importantes del corredor. 